# 2,4,5–Triclorofenol

El 2,4,5-triclorofenol és un dels isòmers del triclorofenol.

## Propietats
El 2,4,5-triclorofenol és un sòlid cristal·lí incolor amb una olor similar al fenol. És poc soluble en l'aigua, però soluble en solvents orgànics apolars (hidrocarburs). Tendeix a descompondre, de manera explosiva quan s'escalfa, produint composts organoclorats tòxics com el TCDD, tal com va passar en el desastre de Seveso l'any 1976. Reacciona perillosament en presència d'amoníac, oxidants i d'aigua.

## Utilització
El 2,4,5-triclorofenol és utilitzat per a la producció d'hexaclorofè, d'àcid 2,4,5-triclorofenoxiacètic i altres derivats.